# Barbula glacialis
Barbula glacialis là một loài rêu trong họ Pottiaceae. Loài này được Kunze ex Müll. Hal. mô tả khoa học đầu tiên năm 1849.